# Швеція на літніх Олімпійських іграх 1988
Швеція на літніх Олімпійських іграх 1988 року була представлена  185 спортсменами (148 чоловіків і 37 жінок), які взяли участь у 23 видах спорту. Наймолодшим учасником збірної стала 15-річна плавчиня Анна-Карін Перссон, найдосвідченішим — 54-літній стрілець Рагнар Сканокер. У Сеулі Швеція завоювала 11 медалей (4 срібних і 7 бронзових).

## Медалісти
| Швеція на Олімпіаді 1988 року в Сеулі | Швеція на Олімпіаді 1988 року в Сеулі              | Швеція на Олімпіаді 1988 року в Сеулі | Швеція на Олімпіаді 1988 року в Сеулі     | Швеція на Олімпіаді 1988 року в Сеулі |
| Медаль                                | Спортсмен                                          | Вид спорту                            | Дисципліна                                | Результат                             |
| ------------------------------------- | -------------------------------------------------- | ------------------------------------- | ----------------------------------------- | ------------------------------------- |
| Срібло                                | Георг Крамне                                       | Бокс                                  | Легка вага (— 60 кг)                      |                                       |
| Срібло                                | Рагнар Сканокер                                    | Стрільба                              | Довільний пістолет 50 м, чоловіки         |                                       |
| Срібло                                | Андерс Гольмертц                                   | Плавання                              | 200 м вільний стиль, чоловіки             |                                       |
| Срібло                                | Біргітта Бенгтссон Маріт Седерстрем                | Вітрильний спорт                      | 470, жінки                                |                                       |
| Бронза                                | Патрік Шеберг                                      | Легка атлетика                        | Стрибки у висоту, чоловіки                |                                       |
| Бронза                                | Томас Юганссон                                     | боротьба                              | Греко-римська боротьба — 130 кг, чоловіки |                                       |
| Бронза                                | Ларс Мюрберг                                       | Бокс                                  | Напівсередня вага (— 63,5 кг)             |                                       |
| Бронза                                | Ерік Лінд                                          | Настільний теніс                      | Одиночний розряд, чоловіки                |                                       |
| Бронза                                | Стефан Едберг                                      | Теніс                                 | Одиночний розряд, чоловіки                |                                       |
| Бронза                                | Стефан Едберг Андерс Яррід                         | Теніс                                 | Парний розряд, чоловіки                   |                                       |
| Бронза                                | Мікел Лафіс Андерс Ярль Б'єрн Юганссон Ян Карлссон | Велоспорт                             | Командна гонка 100 км, чоловіки           |                                       |

## Склад олімпійської збірної Швеції

### Вітрильний спорт
Спортсменів — 1
Чоловіки
| Клас | Спортсмени | Гонка | Гонка | Гонка | Гонка | Гонка | Гонка | Гонка | Очки  | Місце |
| Клас | Спортсмени | 1     | 2     | 3     | 4     | 5     | 6     | 7     | Очки  | Місце |
| ---- | ---------- | ----- | ----- | ----- | ----- | ----- | ----- | ----- | ----- | ----- |
| Фінн | Матс Коп   | 10    | 24    | 12    | 22    | 11    | 14    | 17    | 122,0 | 16    |